# South African Airways
South African Airways, kurz SAA – früher auch Suid-Afrikaanse Lugdiens – SAL auf Afrikaans – ist eine nationale und internationale südafrikanische Fluggesellschaft mit Sitz in Kempton Park und Basis auf dem Flughafen O. R. Tambo bei Johannesburg. Sie ist Mitglied der Luftfahrtallianz Star Alliance
SAA unterhielt viele Jahre Kooperationen mit den Regionalgesellschaften Airlink und South African Express Airways.

## Geschichte

### Gründung und erste Jahre

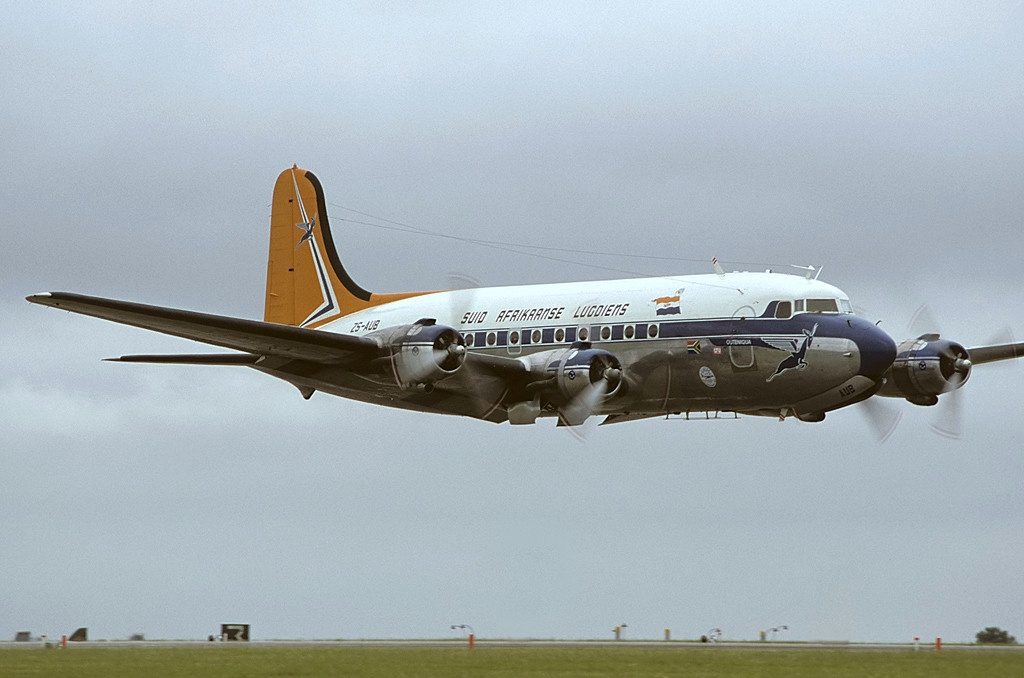
Douglas DC-4 in historischem Anstrich, ehemals SAA/SAL, jetzt South African Airways Museum Society

Am 26. August 1929 gründete Major Allister M. Miller, ein südafrikanischer Jagdflieger und Flugass aus dem Ersten Weltkrieg, die Union Airways in Port Elizabeth. Die neue Gesellschaft nahm mit fünf Flugzeugen vom Typ De Havilland Gipsy Moth die Beförderung von Passagieren und Fracht zwischen Port Elizabeth, Johannesburg, Kapstadt und Durban auf.
Im Jahre 1934 wurde die Gesellschaft, um den finanziellen Kollaps zu vermeiden, zum 1. Februar an die südafrikanische Regierung verkauft, in South African Airways (SAA) umbenannt und in die South African Railways and Harbours (die damalige südafrikanische Eisenbahn-Gesellschaft – heute Transnet Freight Rail) eingegliedert. Die ersten Ziele waren Kapstadt und Durban sowie Johannesburg. Im folgenden Jahr 1935, ebenfalls am 1. Februar, übernahm South African Airways die South-West African Airways (SWAA), die seit 1932 einen wöchentlichen Luftpostdienst zwischen Windhoek und Kimberley betrieb.
Mit Flugzeugen vom Typ Junkers F 13, Junkers W 34, 11 Junkers Ju 52, 16 Junkers Ju 86, 4 Airspeed Envoy und diversen Lockheed L-18 wurden bis zum Zweiten Weltkrieg zahlreiche afrikanische Ziele (u. a. in Kenia und Uganda) angeflogen. Im November 1945 erfolgte der erste Flug nach London – der erste „Springbok“-Dienst. Mehrere Piloten der SAA beteiligen sich 1948 an der Berliner Luftbrücke mit einigen Avro York.
In der Folgezeit setzte die Fluggesellschaft Flugzeuge vom Typ Douglas DC-3, DC-4, DC-6, DC-7 sowie Lockheed Constellation und Super Constellation ein. In dieser Zeit wurde ein neues Farbschema gemäß den Nationalfarben in weiß, dunkelblau und orange eingeführt, dabei erhielten die Maschinen eine zweisprachige Beschriftung auf Englisch South African Airways auf der linken Seite sowie auf Afrikaans Suid-Afrikaanse Lugdiens auf der rechten Seite. Im Jahre 1957 eröffnete South African Airways die erste „Wallaby-Service“ genannte Route nach Perth (Australien) mit einer Lockheed Constellation.

### Erste Strahlflugzeuge

B707-344 Cape Town in Zürich-Kloten (1967)

Erstes Strahlflugzeug war die De Havilland Comet 1, die im Jahr 1953 auf der Springbok-Route eingesetzt wird. Damit schrieb SAA Geschichte als erste Fluggesellschaft außerhalb von Großbritannien, welche die Comet einsetzte. Im Jahr 1954 verunglückte eine solche von der BOAC geleaste Comet über dem Mittelmeer auf dem Weg von Rom nach Johannesburg. In diesem Jahr verlegte die SAA den gesamten Flugbetrieb vom Rand Airport in Germiston zum neuen nahegelegenen Jan Smuts Airport in Johannesburg (später Johannesburg International Airport). Im Oktober 1960 landete die erste Boeing 707 der South African Airways in Europa nach einem Neun-Stunden-Flug von Johannesburg nach Athen. Kurze Zeit später wurde die Australien-Route durch das neue vierstrahlige Flugzeug nach Sydney verlängert. Im Jahr 1962 flogen die Boeing 707 der Fluggesellschaft nonstop nach Großbritannien und anderen europäischen Zielen. Ebenfalls in den 1960er Jahren erhielt SAA die ersten dreistrahligen Boeing 727 für Mittelstrecken. Im Jahr 1969 wurde die Route nach Rio de Janeiro (Brasilien) eröffnet. Im Jahr 1971 bekam South African Airways den ersten „Jumbo Jet“ Boeing 747. Zum Ausbau der regionalen Märkte wurden Boeing 737 und Airbus A300 bestellt, die die Flugzeuge älteren Typs (z. B. Vickers Viscount) ablösten.
Weil am 22. August 1963 eine Reihe afrikanischer Staaten der South African Airways die Überflugrechte aus politischen Gründen entzogen, musste praktisch über Nacht die gesamte Routenführung geändert werden. Die neue Route führte entlang der afrikanischen Westküste über den Atlantik. Deshalb wurde Las Palmas auf Gran Canaria neuer Stop für Zwischenlandungen, später zusätzlich auch Ilha do Sal auf den Kapverden. Um dennoch Direktflüge nach Europa durchzuführen, orderte die Fluggesellschaft 1964 weitere Flugzeuge des Typs Boeing 707, dafür wurden die Constellations verkauft. Ebenfalls 1971 wurde der erste spezielle Jumbo-Jet für Ultralangstrecken, eine Boeing 747-200 mit dem Namen Lebombo, in Dienst gestellt. Am 23. März 1976 flog eine Boeing 747-SP in 17 Stunden und 21 Minuten 16.595 km nonstop mit Passagieren vom Boeing Field in Seattle nach Kapstadt; eine Leistung, die ins Guinness-Buch der Rekorde als längster Non-Stop-Flug einging und lange Zeit Bestand hatte. Im gleichen Jahr wurde der erste Airbus A300 Blesbok in Dienst gestellt.

### Rückgang während der Apartheid

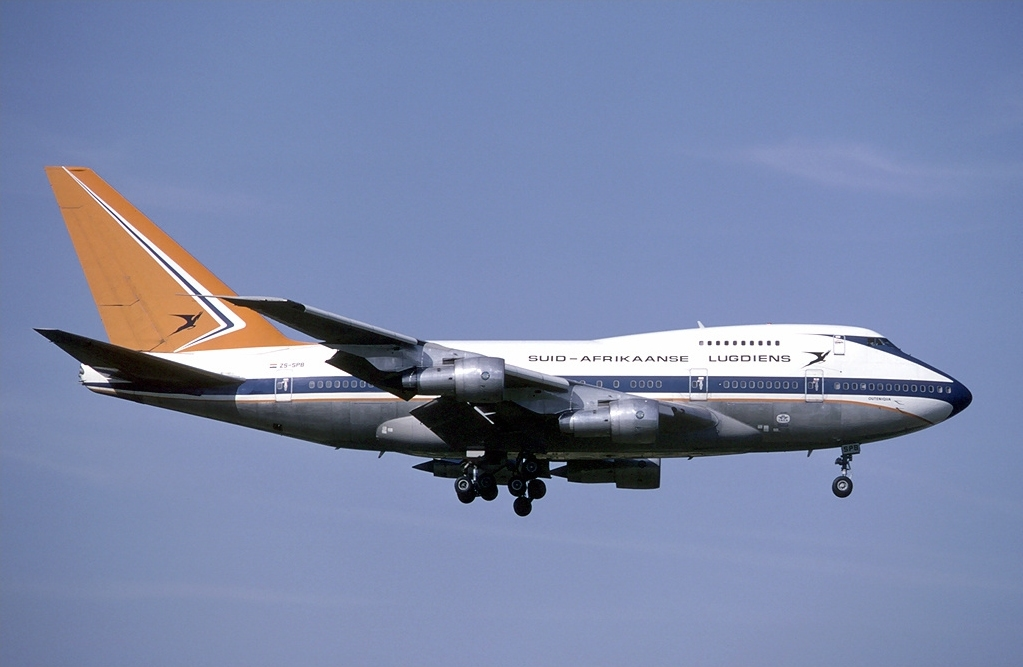
Boeing 747-SP in der alten Farbgebung und SAL-Beschriftung im Anflug auf Zürich (1983)

Die Apartheid-Politik der südafrikanischen Regierung führte ab 1977 zu einer weltweit zunehmenden politischen und wirtschaftlichen Isolation, die sich auch auf South African Airways auswirkte. Das Wachstum der Fluggesellschaft wurde zunächst erheblich eingeschränkt und konnte nicht mit dem internationalen Wachstum des Flugreiseverkehrs mithalten. So konnte in den 1970er Jahren lediglich eine neue Route in den asiatischen Raum nach Hongkong aufgenommen werden. Im Jahr 1980 wurde dann Taipeh (Taiwan) regelmäßig mit Boeing 747 angeflogen. Im Jahr 1984 feierte South African Airways ihr 50-jähriges Bestehen. Zu diesem Zeitpunkt arbeiten weltweit 11.500 Mitarbeiter für die SAA, die Flotte besteht aus 41 Maschinen, das Routennetz umfasst 196.000 Kilometer und 56 Auslandsbüros außerhalb Südafrikas.
Im Jahre 1985 musste die Fluggesellschaft ihre Flüge nach Buenos Aires mangels Nachfrage einstellen, bediente aber Rio de Janeiro weiter. Ende der 80er Jahre waren zahlreiche Auslandsbüros von South African Airways Ziel von Attacken, um gegen die anhaltende Apartheid-Politik der südafrikanischen Regierung zu demonstrieren. Im Jahr 1987 stellte South African Airways ihren Flugdienst nach Perth und Sydney in Australien ein, weil sich die dortige Regierung gegen die Apartheid-Politik Südafrikas wandte. Am 28. November 1987 kam es zu einem tragischen Unfall der Fluggesellschaft. Eine Boeing 747-244B Combi, die Helderberg, stürzte wegen eines Feuers im Frachtraum bei dem Flug von Taipeh nach Johannesburg in der Nähe von Mauritius in den Indischen Ozean, wobei alle Passagiere und Besatzungsmitglieder ums Leben kamen.

### Wiederaufstieg

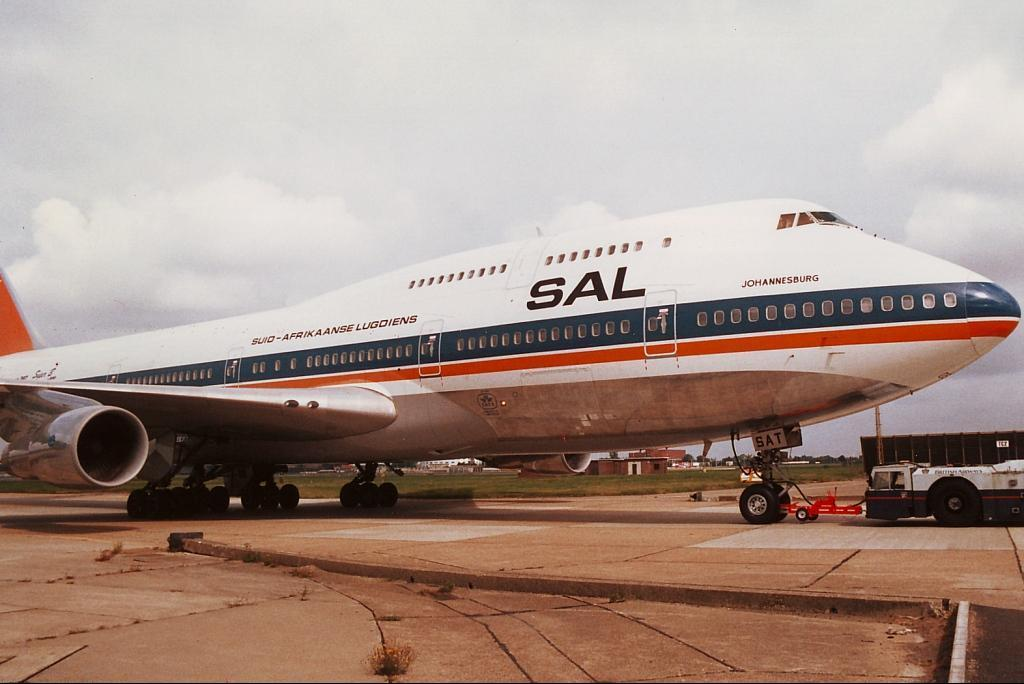
Boeing 747-300 in der neueren Version der alten Farbgebung und SAL-Beschriftung auf der rechten Seite in den späten 1980er-Jahren

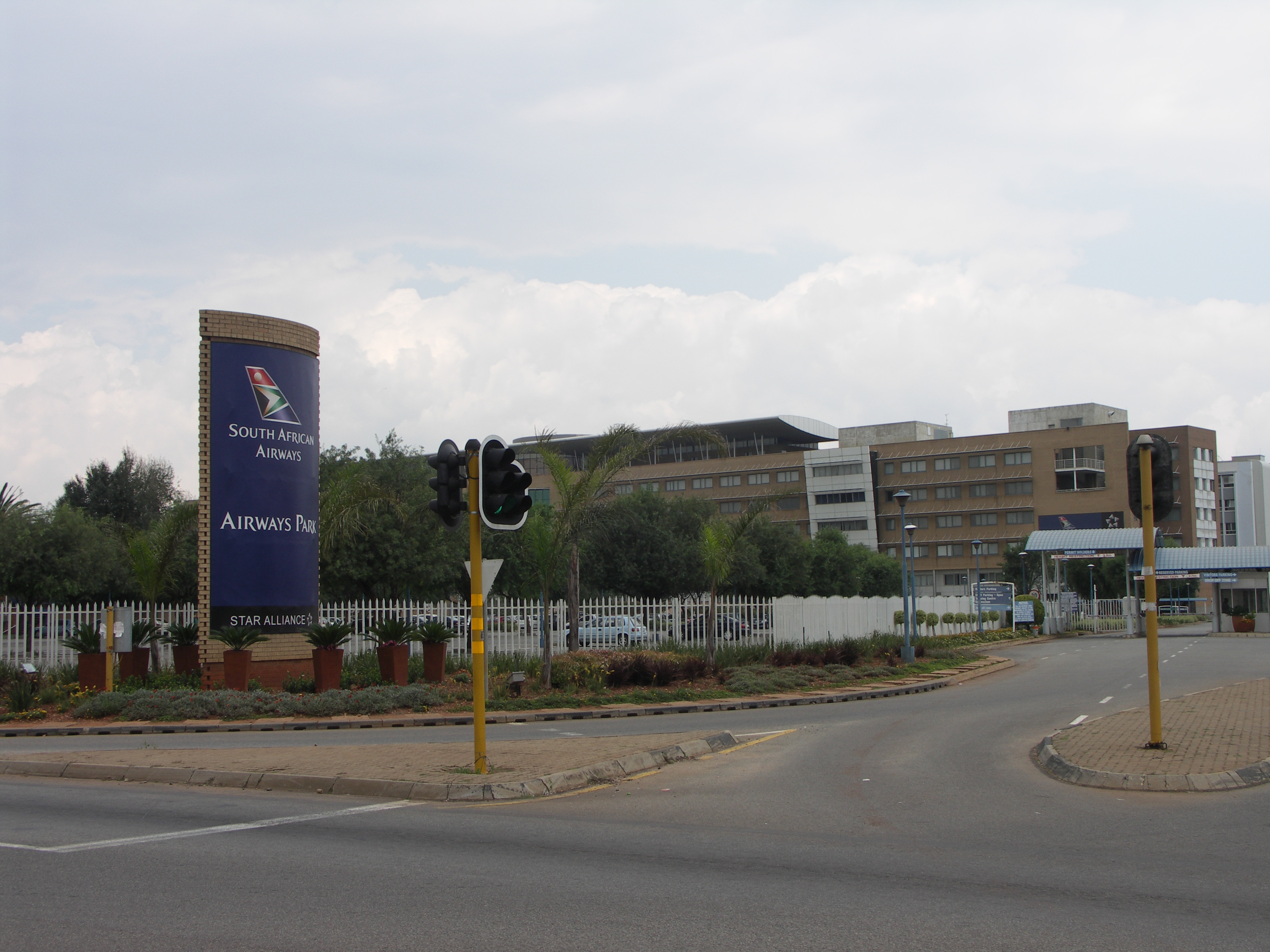
Airways Park, der Sitz von South African Airways in Kempton Park

Im Jahre 1990 begann das Ende der Apartheid und South African Airways blühte wieder auf. Büros wurden wiedereröffnet, alte Flugziele wieder angeflogen und das Streckennetz auf das restliche Afrika und nach Asien ausgedehnt. Im Jahr 1991 wurde der erste Airbus A320 und die erste Boeing 747-400 (Durban) an South African Airways ausgeliefert. In diesem Jahr erhielt die Fluggesellschaft auch eine Auszeichnung als „Beste Airline Afrikas“. Im Jahr 1992 wurde auch der Flugbetrieb nach Australien wieder aufgenommen, aber auch nach Miami, Bangkok und Singapur. In diesem Jahr wurde auch ein Codeshare-Abkommen mit American Airlines und Air Tanzania unterzeichnet. Im Jahr 1993 kamen als weitere Ziele Manchester und Hamburg hinzu. Mit Varig aus Brasilien wurde auch ein Codeshare-Abkommen geschlossen. Im Jahr 1994 wurden auch die letzten Sanktionen aufgehoben und an Bord der Inlandsflüge wurden die Passagiere in vier Sprachen (Englisch, isiZulu, Afrikaans und Sesotho) begrüßt und auf den internationalen Flügen zusätzlich mit der jeweiligen Landessprache des Zielortes. Im selben Jahr wurde gemeinsam mit Uganda Airways und Air Tanzania die Fluggesellschaft Alliance gegründet. Im Jahr 1995 wurde auch ein Codeshare-Abkommen mit Lufthansa unterschrieben. 1996 wurde Bangkok das zentrale Luftfahrt-Drehkreuz von South African Airways in Asien.
Im Jahre 1997 führte die SAA ein neues Image und eine neue Farbgebung der Flugzeuge ein und verwarf das klassische Springbok-Emblem sowie die alten Nationalfarben orange, weiß, blau. Die neue Farbgebung basiert auf einen weißen Anstrich mit der neuen Nationalflagge auf dem Seitenleitwerk mit einer stilisierten Sonne. Der Name der Fluggesellschaft wurde auf den Flugzeugen geändert, indem nunmehr auf beiden Seiten South African zu lesen war und die alte Beschriftung auf Afrikaans Suid-Afrikaanse Lugdiens bzw. die Abkürzung SAL auf der linken Seite entfiel. Die Fluggesellschaft begann auch mit dem Ticketverkauf über das Internet und bildete eine Allianz mit SA Airlink und SA Express.
Im Jahre 1998 wurde Coleman Andrews neuer Präsident der Fluggesellschaft. 1999 wurde auch ein Codeshare-Abkommen mit Delta Air Lines für Flüge zwischen Atlanta und Südafrika unterschrieben. Im gleichen Jahr erfolgte eine Teilprivatisierung. 2000 flog South African Airways erstmals Fort Lauderdale in Florida an und bestellte 21 weitere Boeing 737 für die Inlandsrouten. 2001 wurde South African Airways zur besten Cargo-Airline Afrikas gekürt und schloss ein Codeshare-Abkommen mit Nigeria Airways. Im März 2002 bestellte die Fluggesellschaft bei Airbus neun A340-600, sechs A340-300, elf A319-100 und 15 A320-200, um damit seine überalterte Boeing-Flotte zu erneuern. Seit Ende 2002 ist South African Airways zu 49 Prozent an Air Tanzania beteiligt, der ersten Beteiligung an einer ausländischen Fluggesellschaft. Ab dieser Zeit wurde von SAA mit den Boeing 747SP auch Mailand-Malpensa angeflogen, bevor diese einige Jahre später außer Dienst gestellt wurden.

### Mitgliedschaft der Star Alliance
Im März 2004 kündigte die Fluggesellschaft die Absicht an, der Star Alliance beizutreten, und beantragte die Vollmitgliedschaft. Die Star Alliance beschloss die Aufnahme in das Bündnis bei ihrer Konferenz im Juni 2005. Die komplette Integration in die Allianz erfolgte innerhalb von zwölf Monaten. Am 10. April 2006 wurde South African Airways offiziell Mitglied der Star Alliance. Jürgen Schrempp war ab Oktober 2006 von Staatsminister Alec Erwin persönlich berufener Aufsichtsrat des Unternehmens.

### Seit 2007 Restrukturierung
Im Jahr 2007 waren diverse Restrukturierungen notwendig. Für die Europa-Strategie hatte dies zur Folge, dass sich South African Airways seitdem auf Flüge zu den bedeutenden Star-Alliance-Hubs Frankfurt und München sowie nach London-Heathrow und Zürich konzentriert.
Im Januar 2013 erhielt South African Airways Staatshilfen in Höhe von etwa 47 Millionen Euro, um eine Betriebseinstellung der Gesellschaft zu verhindern. Bereits im Herbst 2012 erhielt sie eine Bürgschaft von etwa 465 Millionen Euro.
Im Juli 2014 musterte South African Airways als eine der letzten Fluggesellschaften weltweit ihren letzten von ehemals sechs Airbus A340-200 aus.
Zum Ende des Jahres 2015 wurden der Fluggesellschaft Kreditlimite in Höhe von 250 Millionen Rand (umgerechnet ca. 14 Millionen Euro) durch die amerikanische Citigroup gekündigt; South African Airways war hierdurch technisch gesehen insolvent und kann seitdem nur mit staatlicher Hilfe den Flugbetrieb aufrechterhalten. Da South African Airways eine SOC, d. h. state owned company ist, ist das operative Geschäft zu keinem Zeitpunkt gefährdet und eine Insolvenz ausgeschlossen. Mittlerweile hat die Polizei Untersuchungen wegen vermeintlichem Diebstahl, Betrug, Korruption sowie Spionage aufgenommen. Infolge der Untersuchungen hat das Unternehmen Konsequenzen gezogen und Verantwortliche auch in höherer Position umgehend suspendiert.
Im August 2017 wurde erstmals die Zahlungsunfähigkeit von SAA bestätigt. Man könne ein Überleben nur mit Subventionen von 13 Milliarden Rand binnen drei Jahren garantieren. Ein neuer Geschäftsführer wurde am 3. August 2017 eingesetzt. Die Verkleinerung der Flotte um bis zu 20 Prozent wurde im September 2017 verkündet. Im selben Monat erhielt das Unternehmen abermals einen Notkredit des Staates.
Im Oktober 2018 wurden SAA weitere fünf Milliarden Rand als Soforthilfe von der Regierung zugesagt. Im November 2019 wurden massive Sparmaßnahmen unter anderem durch Massenentlassungen angekündigt.
Am 4. Dezember 2019 wurde die Airline unter freiwillige Insolvenzverwaltung gestellt. Unter anderem beschlossen die Insolvenzverwalter Anfang Februar 2020 zur Kostensenkung die Streichung zahlreicher nationaler und internationaler Strecken sowie Massenentlassungen. Eine Nothilfe von 3,5 Milliarden Rand aus Januar 2020 soll bis Anfang März 2020[veraltet] verbraucht sein. Im Februar 2020 stellte der Staat für mittelfristige Verbindlichkeiten 16,4 Milliarden Rand zurück.
Im März 2020 stellte South African Airways vorübergehend alle Flüge auf Grund der weltweiten COVID-19-Pandemie und damit verbundenen Flugeinschränkungen ein. Die Airline folgte damit den Empfehlungen der südafrikanischen Regierung.
Die finanzielle Situation der angeschlagenen Airline wurde durch die Coronakrise zusätzlich verschärft. South African Airways verkündete im April 2020, alle Mitarbeiter entlassen zu wollen und sich auf eine Insolvenz vorzubereiten.

### Insolvenz seit 2020
Vom 4. Dezember 2019 bis 28. Juli 2020 befand sich die Fluggesellschaft unter freiwilliger Insolvenzverwaltung. Die Einstellung der Geschäftstätigkeit der Fluggesellschaft und gleichzeitige Gründung einer neuen staatlichen Fluggesellschaft wurde am 1. Mai 2020 bestätigt. Am 28. Juni einigten sich der Staat als Eigentümer und die Gläubiger auf eine ordentliche Abwicklung. Am 14. Juli 2020 stimmten die Gläubiger mit 88 Prozent dem Neuaufbau von SAA zu. Hierfür werden mehr als 10 Milliarden Rand investiert und 1000 Mitarbeiter übernommen.
Im Rahmen der Mitte Juli 2020 angekündigten ordentlichen Abwicklung der Fluggesellschaft und einem Neuaufbau einer neuen nationalen Fluggesellschaft wurde im Juli nahezu die komplette Flotte, d. h. alle Leasingflugzeuge, abgegeben.
Bis 21. August 2020 wurden vier Vorschläge zur Um- und Neustrukturierung von SAA durch den Staat bestätigt. Am 29. September 2020 wurde der gesamte Betrieb aufgrund fehlender finanzieller Zusagen eingestellt.
Am 28. Oktober teilte der südafrikanische Finanzminister mit, dass durch Umschichtungen im Haushalt die benötigten 10,5 Milliarden Rand zur Rettung der Fluggesellschaft bereitgestellt werden.
Im Februar 2021 wurden die Kosten für die Rettung mit mindestens 19,3 Milliarden Rand angegeben, nahezu eine Verdopplung des ursprünglich eingeplanten Budgets.

### Neuaufbau seit 2021
Das Insolvenzverfahren wurden zum 30. April 2021 offiziell beendet. Ein neuer strategischer Partner wurde in Aussicht gestellt. Im Juni 2021 wurde die Privatisierung bestätigt. 51 Prozent der Anteile wurden an ein südafrikanisches Konsortium abgegeben, an dem auch Global Aviation beteiligt ist, die die südafrikanische Billigfluggesellschaft Lift besitzt.
Mitte Juli 2021 fand eine Einigung mit den Piloten statt, wonach 88 der noch 268 Piloten übernommen werden.
Am 23. September 2021 wurde der Flugbetrieb nach 544 Tagen Grounding wiederaufgenommen. Wenige Tage später wurde bekanntgegeben, dass in enger Kooperation mit Kenya Airways eine panafrikanische Luftgesellschaftsgruppe aufgebaut werden soll. Erste Flugplankürzungen aufgrund von Unrentabilität sowie Streiks aufgrund der Arbeitsbedingungen gab es wenige Wochen nach Flugneuaufnahme.
Ende Februar 2022 wurde der endgültige Verkauf von 51 Prozent der Anteile an das private Konsortium Takatso bekanntgegeben. In den ersten vier Monaten nach Neugründung der Airline (September bis Dezember 2021) wurden 2,7 Milliarden Rand an Schulden eingeflogen.
Mitte 2022 wurde mit Kenya Airways ein Codesharing-Abkommen geschlossen. Seit September 2022 plant SAA den Erwerb der Franchiserechte an der Marke British Airways, die zuvor bei der – mittlerweile insolventen – Comair lagen.
Der Verkauf an Takatso scheiterte schlussendlich im März 2024, sodass SAA weiterhin eine staatliche Fluggesellschaft bleibt.

## Flugziele
SAA fliegt von Johannesburg Inlandsziele, Ziele im südlichen und westlichen Afrika sowie in Brasilien und Australien an (Stand Februar 2024).
In Europa bediente SAA auch Frankfurt, von 2007 bis Februar 2020 außerdem München. Darüber hinaus wurden Ziele in Asien, Nordamerika und in Australien angeflogen.

### Codesharing

#### Aktuelle
Seit dem Neustart der Fluggesellschaft hat SAA mit folgenden Fluggesellschaften Codeshare-Abkommen neu bzw. erneut abgeschlossen (Star-Alliance-Mitglieder sind mit * gekennzeichnet):
| - Africa World Airlines - Air Canada* - Air China* - Air Mauritius - Air New Zealand* - Air Seychelles - All Nippon Airways* - Asiana Airlines* | - Egypt Air* - Emirates - Ethiopian Airlines* - Gol Linhas Aéreas (seit Juli 2024) - Jetblue Airways - LAM - LATAM - Lufthansa* | - RwandAir - SAS Scandinavian Airlines(*) - Singapore Airlines* - Swiss* - TAAG Angola Airlines - TAP Portugal* - United Airlines - Virgin Australia |

#### Ehemalige
South African Airways unterhielt bis zum Neustart im September 2021 Codeshare-Abkommen mit folgenden Fluggesellschaften: 
| - Air India* - Air New Zealand* - Airlink - All Nippon Airways* - Asiana Airlines* - Avianca Brazil* - Delta | - El Al - Emirates - Ethiopian Airlines* - Etihad Airways - Gol Linhas Aéreas - JetBlue | - Lufthansa* - Malaysia Airlines - Mango - Qantas - SAS Scandinavian Airlines* - Saudi Arabian Airlines | - South African Express Airways* - Singapore Airlines* - Swiss* - TAP Portugal* - Thai Airways* - United Airlines* |

## Flotte

### Aktuelle Flotte

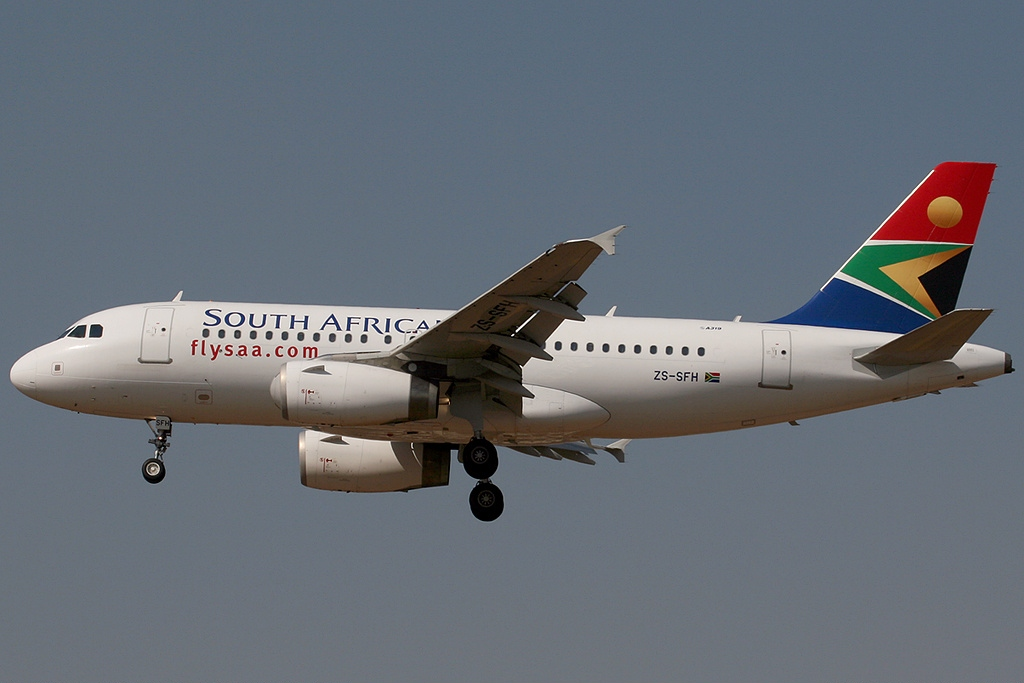
Airbus A319-100 der South African Airways

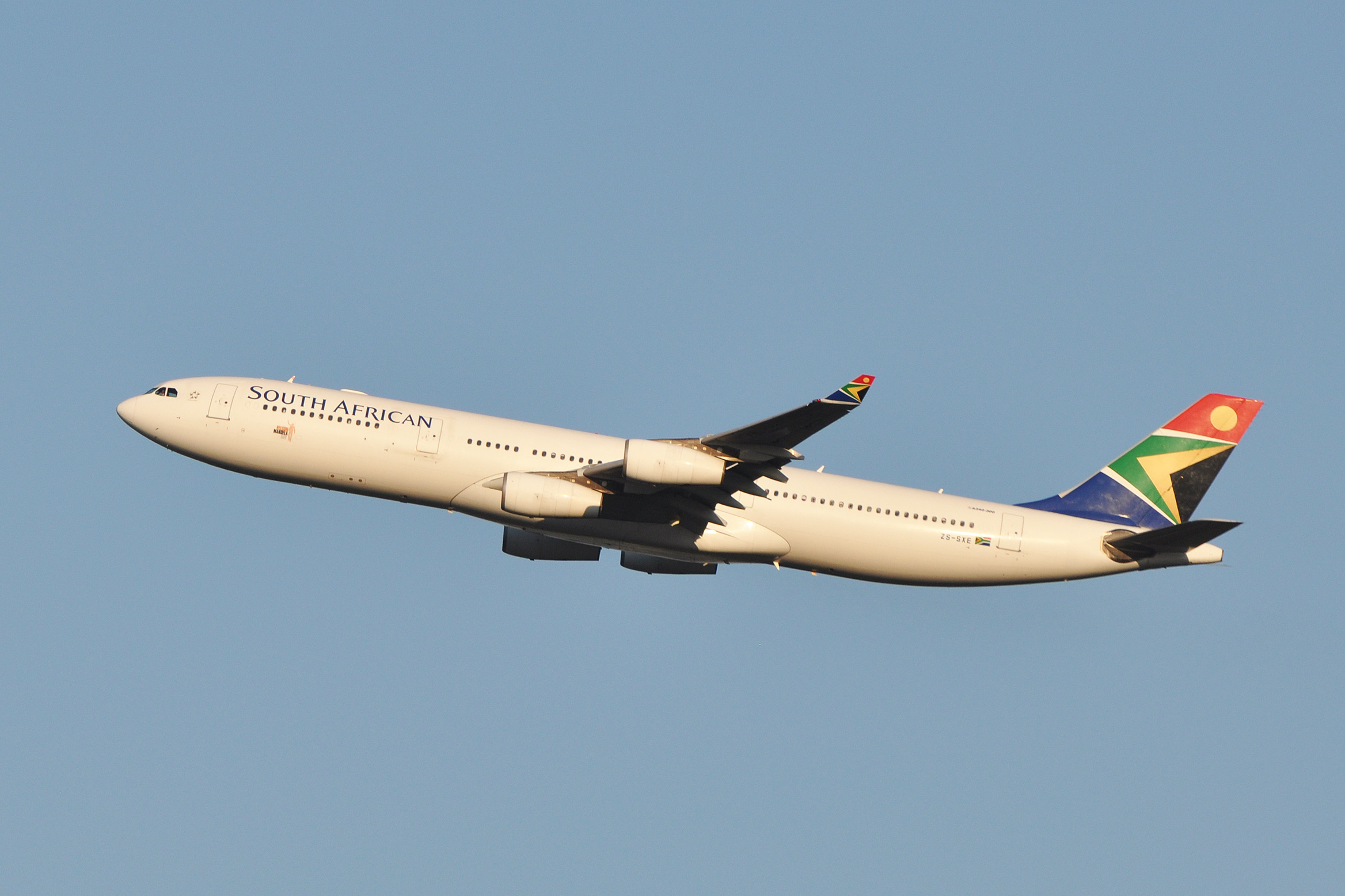
Airbus A340-300 der South African Airways

Im Jahresverlauf 2020 wurden 30 Maschinen im Rahmen der Umstrukturierung abgegeben, fünf weitere sollen folgen. Die Anschaffung von sechs Kurzstreckenmaschinen bis Februar 2021 und 10 weiteren bis November 2021 ist geplant. Im August 2020 wurde von der südafrikanischen Regierung eine Ausschreibung zur Anschaffung einer neuen Flotte veröffentlicht. Ziel sei es, damit den Flugbetrieb im Oktober 2020 wieder aufzunehmen. Zu einer Angebotsabgabe aufgefordert wurden Embraer, Airbus und Mitsubishi Aircraft. Die Finanzierung ist unklar. Die beiden letzten Airbus A350 wurden am 20. August an Air Mauritius zurückgegeben. Im Oktober 2022 wurde der erneute Einsatz von Airbus A350 in Aussicht gestellt. Die Modelle A340 und A319 sollen hingegen aus der Flotte fallen. Geplant sind bis Mitte 2023 zehn A320-200, einer A330-300 und einem weiteren Langstreckenflugzeug.
Mit Stand Januar 2025 besteht die Flotte der South African Airways aus 20 Flugzeugen:
| Flugzeugtyp     | Anzahl | bestellt | Anmerkungen | Sitzplätze (Premium/Economy) |
| --------------- | ------ | -------- | ----------- | ---------------------------- |
| Airbus A320-200 | 12     |          | 2 inaktiv   | 138 (24/114)                 |
| Airbus A330-300 | 02     | 02       |             | 249 (46/203)                 |
| Airbus A340-300 | 02     |          |             | 253 (38/215)                 |
| Boeing 737-800  | 04     |          |             | 189 (0/189)                  |
| Gesamt          | 20     | 2        |             |                              |

### Ehemalige Flugzeugtypen

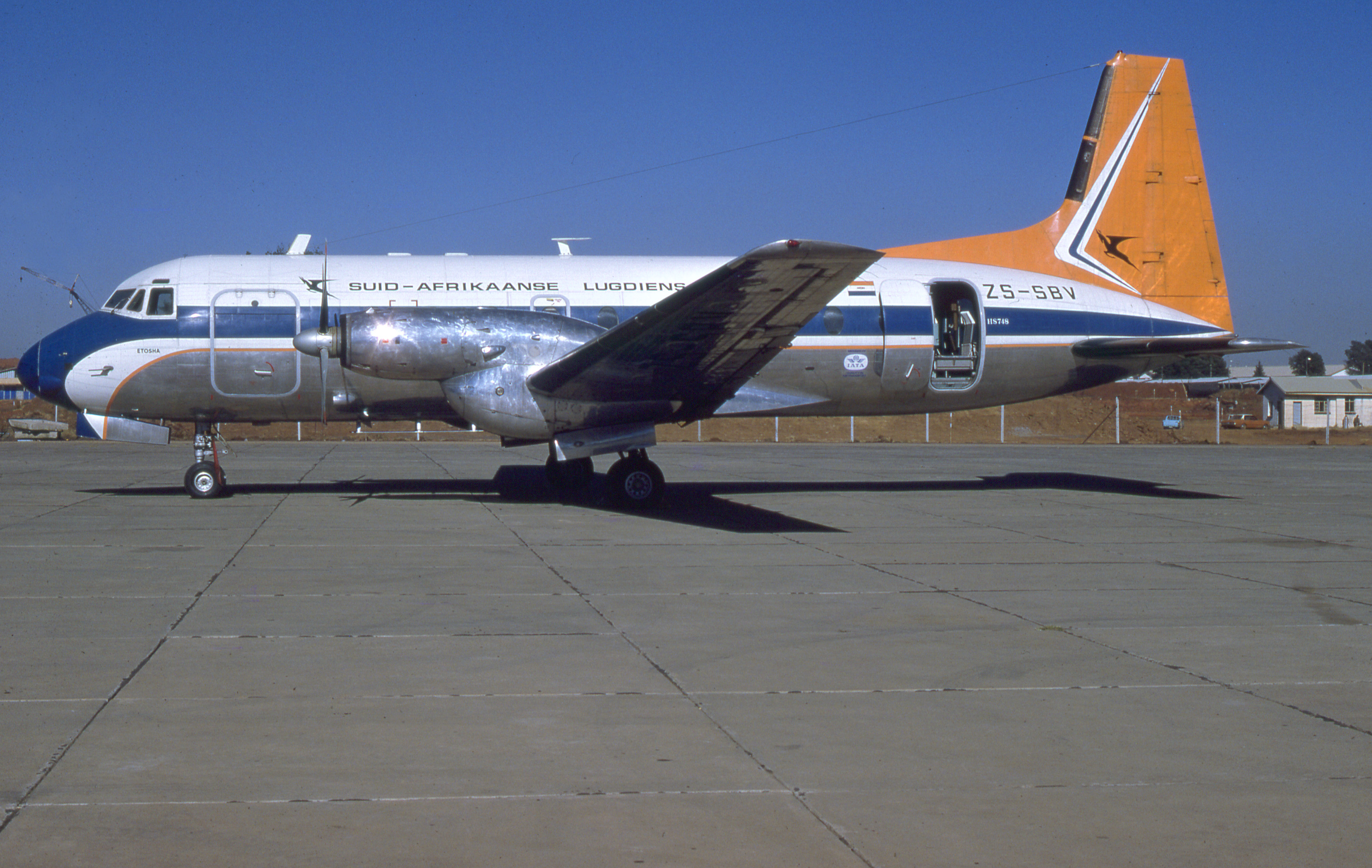
Hawker Siddeley HS 748 der South African Airways

Davor setzte South African Airways auch folgende Flugzeugtypen ein:
| - Airbus A300 - Airbus A319-100 - Airbus A320-200 - Airbus A340-600 - Airbus A350 - Avro York - Boeing 707 - Boeing 727-100 - Boeing 737-200 - Boeing 737-300 - Boeing 737-800 - Boeing 747-200 - Boeing 747-300 - Boeing 747-400 - Boeing 747SP | - Boeing 767 - De Havilland DH.104 Dove - Douglas DC-3 - Douglas DC-4 - Douglas DC-7 - Hawker Siddeley HS 748 - Junkers Ju 52/3m - Lockheed Lodestar - Lockheed L-749 Constellation - Lockheed L-1649A Starliner - Vickers Viking - Vickers Viscount |

Darüber hinaus wurden auch Antonow An-32 und Iljuschin Il-76 für Frachtflüge gemietet.

## Zwischenfälle
- Am 15. Oktober 1951 flog eine Douglas DC-3/C-47A-1-DK (Luftfahrzeugkennzeichen ZS-AVJ) der South African Airways auf dem Weg von Port Elizabeth nach Durban gegen den Berg Mount Ingeli. Alle 17 Insassen (vier Crewmitglieder und 13 Passagiere) wurden getötet.[53]

- Am 8. April 1954 kam es zu einem zunächst rätselhaften Verlust einer De Havilland Comet 1 (G-ALYY) der British Overseas Airways Corporation, gechartert durch South African Airways, bei Stromboli, Italien. Gut eine halbe Stunde nach dem Start vom Flughafen Rom-Ciampino zerbrach die Comet 1 und stürzte ins Tyrrhenische Meer – alle 21 Menschen an Bord kamen ums Leben. Innerhalb eines Jahres war es der dritte Unfall einer de Havilland Comet unter ähnlichen Umständen. Dem Typ wurde daraufhin die Musterzulassung entzogen. Durch aufwändige Untersuchungen wurde Materialermüdung durch Nutzung der Druckkabine als Unfallursache festgestellt, eine damals neue Erkenntnis, und der Flugzeugtyp umkonstruiert.[54][55]

- Am 13. März 1967 stürzte eine Vickers Viscount 818 (ZS-CVA) während des Landeanflugs auf den Flughafen East London bei schlechtem Wetter in den Indischen Ozean. Alle 25 Menschen an Bord starben. Die Ursache konnte nicht geklärt werden (siehe auch South-African-Airways-Flug 406).[56]

- Am 20. April 1968 wurde eine Boeing 707-344C (ZS-EUW) der South African Airways kurz nach dem Start vom Flughafen Windhoek-J. G. Strijdom nach Luanda ins Gelände geflogen. Von den 128 an Bord befindlichen Personen starben 123. Die Maschine war nicht mit den eigentlich zu dieser Zeit zwingend vorgeschriebenen Flugschreibern und Stimmrekordern ausgerüstet, sodass sich die Flugunfalluntersuchung schwierig gestaltete. Die Unfallursache wurde letztlich auf Pilotenfehler zurückgeführt (siehe auch South-African-Airways-Flug 228).[57]

- Am 28. November 1987 entwickelte sich auf einem Flug vom Chiang Kai-shek International Airport in Taiwan über den Plaisance Airport in Mauritius zum Flughafen Johannesburg ein Feuer im Combi-Frachtraum einer Boeing 747-244B (ZS-SAS). Die Maschine stürzte in den Indischen Ozean. Alle 159 Insassen, davon 19 Besatzungsmitglieder starben.[58] Die mögliche Unfallursache wurde bereits nach dem Absturz in der Margo-Kommission kontrovers diskutiert und ist 1998 in der Wahrheits- und Versöhnungskommission erneut erörtert worden. Es blieb die Vermutung bisher ungeklärt, ob sich im Frachtraum für militärische Zwecke vorgesehene Ladungen unter Umgehung von damaligen Embargoregelungen befanden, die sich während des Fluges selbst entzündet hätten (siehe auch South-African-Airways-Flug 295).[59][60]

- Am 5. Oktober 1998 musste eine Boeing 747SP (ZS-SPF) nach einem Triebwerksbrand während des Steigfluges vom Flughafen Maputo in Mosambik auf dem Weg nach Lissabon zu einer Notlandung umkehren. Dabei kam keiner der 66 Insassen, davon 50 Passagiere, zu Schaden. Das Flugzeug wurde jedoch schwer beschädigt und musste abgeschrieben werden.[61]